# Rečna terasa
Rečna terasa je v geomorfologiji: 1) terasa iz rečne naplavine ali 2) v starejše gradivo z rečno erozijo vrezana terasa.
So podolgovate in obdajajo robove poplavnih ravnic in rečnih dolin po vsem svetu. Sestavljene so iz razmeroma ravnega pasu zemlje, imenovanega 'tekalna površina', ločenega bodisi od sosednje poplavne ravnice, drugih rečnih teras ali vzpetin z izrazito strmejšimi pasovi zemlje, imenovanimi 'dvižne police'. Te terase ležijo vzporedno in nad rečno strugo in njeno poplavno ravnico. Rečne terase so zaradi načina, na katerega nastanejo, podložene z rečnimi sedimenti zelo spremenljive debeline.
Rečne terase so ostanki prejšnjih poplavnih ravnic, ki so obstajale v času, ko je bodisi potok ali reka tekla na višji nadmorski višini, preden se je njen kanal znižal, da bi ustvaril novo poplavno ravnico na nižji nadmorski višini. Spremembe nadmorske višine so lahko posledica sprememb osnovnega nivoja (nadmorska višina najnižje točke v fluvialnem sistemu, običajno [[porečje|porečja) fluvialnega sistema, kar povzroči strmo erozijo po dolžini bodisi potoka ali reke, ki se postopoma znižuje njegovo višino. Na primer, znižanje reke lahko vodi do povečane hitrosti pritoka, zaradi česar ta pritok erodira proti svojemu izviru. Terase lahko ostanejo tudi, ko se obseg rečnega toka zmanjša zaradi podnebnih sprememb, značilnih za območja, ki so bila v obdobjih poledenitve prekrita z ledom, in njihovega sosednjega porečja.

## Nastanek
Rečne terase nastajajo zaradi izmenjavanja bočne erozije in akumulacije z globinsko erozijo. Proces običajno nastane s povečano količino vode v strugi (zaradi taljenja ledenikov v obdobju medledenih dob) ali z zniževanjem erozijske baze (nižja gladina morja). V obeh primerih reka gradiva ne odlaga več, pač pa zaradi povečane moči začne erodirati v svojo naplavno ravnico in oblikovati novo, globljo strugo. Ob zmanjšani erozijski moči reka ponovno začne z bočno erozijo in nalaganjem materiala, kar novo nastalo strugo razširi. Če se proces večkrat ponovi, nastane sistem teras, razporejenih druga nad drugo, pri čemer so spodnje najmlajše, zgornje pa najstarejše.
V srednji Evropi se je terasni razvoj na široko začel v terciarju. Terasna telesa in terasni sedimenti danes v terciarnih terasah večinoma manjkajo. Običajno so označeni z izravnalnimi območji; le v ugrezanih so v podtalju še terciarni rečni prodi, npr. ohranjeni so silikatni aoliti v zalivu Spodnjega Rena. V pleistocenu in holocenu se je z menjavanjem hladnih in toplih obdobij okrepil terasni razvoj. Zaradi ponavljajočega se menjavanja odlaganja in vrezovanja v kombinaciji s tektonskimi premiki so nastala cela stopnišča rečnih teras. Najstarejša, razširjena rečna terasa v Srednji Evropi se imenuje zgornja ali glavna terasa, čeprav je na številnih rečnih območjih mogoče najti tudi starejše, terciarne terase. Kasneje, po nadaljnjem rezanju rek in delni odstranitvi glavne in zgornje terase, je nastala srednja terasa in končno spodnja terasa. Velikokrat je možno terasne trupe večkrat pregraditi.
Rečni rečni režim je podvržen velikim spremembam, zlasti na prehodu iz ledeniškega v medledeni čas. Obnašanje pretoka reke se spreminja glede na podnebje (padavine, količina staljene vode), morsko gladino in naklon. Na strmino še posebej vplivajo tektonski procesi (dvigi in ugrezanja) v delu reke. Velikost zrn naloženih terasnih sedimentov je odvisna od hitrosti toka in naklona reke. Bolj grobe usedline najdemo v zgornjem toku rečnega sistema, medtem ko sta pesek in mulj pogosta blizu ustja.

### Razvoj terase v ledeni dobi
Splošna domneva, da je erozija nastala v toplih obdobjih, akumulacija pa v hladnih obdobjih, je bila znanstveno ovržena. Prav tako ni dovoljeno sklepati iz števila teras na število poledenitev. V obalnih območjih je na primer mogoče opaziti obrat drenažnega obnašanja, saj je v hladnih obdobjih morska gladina močno upadla in prevladujejo erozivni procesi, v medledenem obdobju pa lahko zaradi dviga morske gladine pride do sedimentacije v spodnji tok reke.
Ne glede na številne dejavnike, ki vplivajo na pretočni režim - temperaturo, padavine, vegetacijo in morsko gladino - lahko v menjavanju ledeniških in medledenih obdobij prepoznamo različne zakonitosti.
Zgodnja poledenitev
V kombinaciji s padcem temperatur vegetacija postopoma propada. Posledica tega je manjša količina padavin in padec morske gladine (nekaj vode je zdaj vezane kot led). Posledično nastane vijugast, zaraščen rečni sistem z izrazito bočno in globinsko erozijo. Telo terase je posuto.
Visoka ledena doba
V visoki ledeni dobi, torej na vrhuncu ledene dobe, je večina vode zaradi nizkih temperatur vezana v obliki ledu, gladina morja pa je dosegla najnižjo točko. Rastlinja skorajda ni. Površinski odtok se pojavlja le v majhnem obsegu – večinoma v kratkih poletnih odmrznitvah. Posledica tega je, da v rečnem okolju skoraj ni erozije in sedimentacije. V profilu se pogosto pojavljajo vrzeli v plasteh in neskladja.
Pozna poledenitev
V kombinaciji z globalnim dvigom temperature in pomanjkanjem obnavljanja ledeniškega ledu se ledeniki topijo in gladina morja postopoma narašča. Proces se stopnjuje z upadanjem albeda. Zaradi še vedno nižje gladine morja in večjega površinskega odtoka se ponovno oblikuje rečni sistem, za katerega je sprva značilna bolj ali manj izrazita bočna in globinska erozija. Za to stopnjo je značilna prevlada linearne erozije.
Medledeno obdobje
Zaradi globalnega segrevanja se vegetacija ponovno hitro širi, padavin je vse več in gladina morja se postopoma spet dviguje. Zaradi podnebnih sprememb se oblikuje vijugast rečni sistem, v katerem se odlagajo sedimenti, tako da se lahko mrtvice reke včasih ponovno napolnijo.

### Vpliv tektonskih premikov na rečni profil
Če v porečju reke med nastankom ne pride do tektonskih premikov, se od ustja do izvira oblikuje kompenzacijski profil. Če pride do tektonskih premikov, se reka odzove s povečano erozijo ali akumulacijo: oblikuje se nov kompenzacijski profil. V naravi ta proces običajno poteka v več fazah. Ko se teren v zgornjem toku dvigne, pride do povečane erozije v zgornjem in srednjem toku, dokler ne nastane nov kompenzacijski profil. Proces sedimentacije v spodnjem toku reke običajno določajo nihanja gladine morja. Če gladina morja pade (npr. v visokem ledeniškem obdobju), pride do povečane erozije v strugi reke, ki se umakne od obale. Po drugi strani pa, če se gladina morja dvigne, to povzroči povečano sedimentacijo v spodnjem toku reke, skupaj z zamuljenjem rečne struge.
Če reka preide iz območja dviganja v območje tektonskega ugrezanja, v katerem prevladuje akumulacija, pride do terasnih prehodov. V območju ugrezanja ležijo starejše terase pod mlajšimi terasami, v območju dviga pa je ravno obratno. Tipičen primer takšne spremembe položaja je Ren, ko prehaja iz dvigajočega se Renskega skrilavca v nižji zaliv Spodnjega Rena.
Ta primer ponazarja, zakaj se višine rečnih teras (morfostratigrafija) lahko uporabljajo le v omejenem obsegu za stratigrafsko korelacijo. V večini primerov so zanesljive stratigrafske izjave možne le s kompleksno analizo spektra težkih mineralov.

## Vrste
Obstajata dve osnovni vrsti fluvialnih teras, nasipne terase in plastne terase. Nasipne terase so včasih nadalje razdeljene na ugnezdene nasipne terase in posekane terase. Obe vrsti sta včasih opisani kot parne ali neparne terase na podlagi relativne višine površine teh teras.
Nasipne terase: nasipne terase so rezultat zasipanja obstoječe doline z naplavinami. Dolina se lahko napolni z naplavinami zaradi številnih različnih razlogov, vključno z: dotokom obremenitve struge zaradi poledenitve ali spremembo moči toka, ki povzroči, da se dolina, ki jo je vrezal potok ali reka, zapolni z materialom (Easterbrook). Potok ali reka bo še naprej odlagal material, dokler ne bo doseženo ravnovesje in bo lahko prenašal material, namesto da bi ga odlagal. To ravnovesje lahko traja zelo kratko obdobje, na primer po poledenitvi ali zelo dolgo, če se razmere ne spremenijo. Nasipna terasa nastane, ko se razmere spet spremenijo in se bodisi potok ali reka začne zarezovati v material, ki ga je odložil v dolino. Ko se to zgodi, se na straneh doline oblikujejo bankine, ki so v celoti sestavljene iz naplavin. Najvišje zgornje bankine so nasipne terase. Ker se še naprej zajeda skozi naplavine, ostanejo nad rečno strugo nasipne terase (včasih 100 m ali več). Nasipna terasa je le najvišja terasa, ki izhaja iz epizode usedanja; če je pod nasipno teraso več teras, se te imenujejo vrezane terase'.
Vrezane terase: vrezane terase so podobne zgoraj omenjenim nasipnim terasam, vendar so erozijskega izvora. Ko naplavine, odložene v dolini, začnejo erodirati in vzdolž dolinskih sten nastanejo nasipne terase, lahko nastanejo tudi pod zasutimi terasami. Ker se bodisi potok ali reka še naprej zajedata v material, lahko nastane več nivojev teras. Zgornje so nasipne terase, preostale spodnje terase pa so vrezane.
Ugnezdene nasipne terase: ugnezdene nasipne terase so rezultat zapolnitve doline z naplavinami, zarezanja naplavin in ponovnega zapolnitve doline z materialom, vendar na nižji ravni kot prej. Terasa, ki nastane pri drugi zapolnitvi, je ugnezdena terasa, ker je bila 'ugnezdena' v prvotni naplavini in je ustvarila teraso. Te terase so po izvoru usedline in jih je mogoče prepoznati po nenadni spremembi značilnosti naplavin, kot je drobnejši material.
Plastne terase: plastne terase so posledica bodisi potoka ali reke, ki se je vrezala skozi skalno podlago. Ko se tok še naprej znižuje, se lahko pojavi obdobje širjenja doline. To se lahko zgodi zaradi ravnovesja, doseženega v fluvialnem sistemu, ki je posledica: upočasnjenega ali začasno ustavljenega dvigovanja, podnebnih sprememb ali spremembe vrste kamnine. Ko se vrezovanje nadaljuje, ostane sploščeno dno doline, sestavljeno iz kamninske podlage (prekrito z morebitno tanko plastjo naplavin), nad potokom ali rečno strugo. Te skalne terase so plastne terase in so erozijske narave.
Parne in neparne terase: terase enake višine na nasprotnih straneh potoka ali reke se imenujejo parne terase. Nastanejo, ko se enakomerno useka na obeh straneh in se terase na eni strani reke po višini ujemajo s tistimi na drugi strani. Parne terase so posledica pomlajevanja reke. Neparne terase nastanejo, ko bodisi potok ali reka naleti na material na eni strani, ki je odporen proti eroziji, tako da ostane ena terasa brez ustrezne terase na odporni strani.

## Aplikacije
Rečne terase se lahko uporabljajo za merjenje hitrosti, s katero potok ali reka vrezuje svojo dolino. Z različnimi datacijskimi metodami je mogoče določiti starost nanosa terase. Z uporabo dobljenega datuma in višine nad trenutno ravnjo je mogoče določiti približno povprečno stopnjo vrezovanja.